# Powiat de Sejny
Le Powiat de Sejny (en polonais : powiat sejneński) est un powiat (district) du Nord-Est de la Pologne, dans la Voïvodie de Podlachie. 
Le chef-lieu en est Sejny. Sa population était de 21 454 habitants en 2005, ce qui en faisait le powiat le moins peuplé du pays. Sa superficie de 856.07 km².

## Communes et villes du powiat

Carte du powiat

Le powiat est constitué de 5 communes :
| Gmina                                     | Type   | Superficie (km²) | Population (2006) | Chef-lieu |
| Sejny                                     | urbain | 4,5              | 5 934             |           |
| Puńsk                                     | rural  | 138,4            | 4 419             | Puńsk     |
| Sejny                                     | rural  | 218,0            | 4 106             | Sejny *   |
| Krasnopol                                 | rural  | 171,6            | 3 902             | Krasnopol |
| Giby                                      | rural  | 323,6            | 2 970             | Giby      |
| * le siège ne fait pas partie de la gmina |        |                  |                   |           |